# Халкидский союз

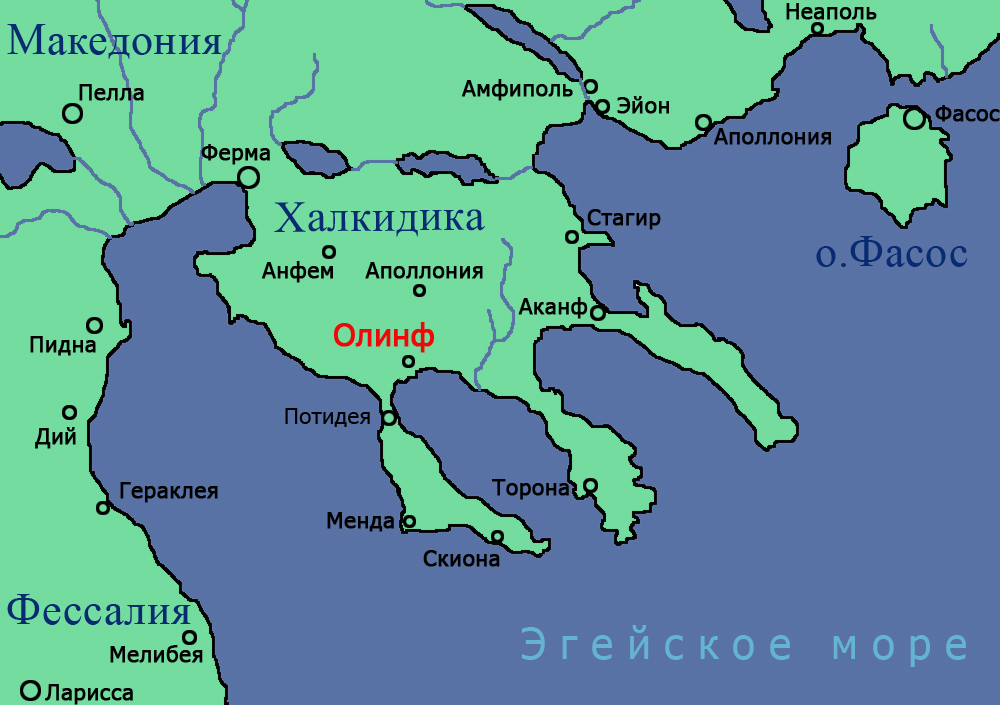
Халкидика

Халкидский союз — политическое объединение городов Северной Греции полуострова Халкидика во главе с Олинфом.
Существовал в период 430—348 гг. до н. э.

## Организация Халкидского союза
Объединение халкидикийских племён по типу симмахии существовало с VII века до н. э. Однако черты федеративного образования Халкидский союз стал приобретать с 432 года до н. э., когда на территории Халкидиков начались военные действия между Афинским морским и Пелопоннесским союзами. Уже в 392 году до н. э. был заключён договор между Халкидским союзом и царём Македонии Аминтой III.
Главным полисом союза был Олинф. Для его членов существовали права др.-греч. ἔγκτησις (разрешения на межполисные браки без потери гражданства детьми) и др.-греч. ἐπιγαμία (приобретение имущества в союзных полисах). Доступ в органы власти союза был ограничен имущественным цензом, что предполагало формирование олигархии. Высшим магистратом Халкидского союза был стратег. Согласно Демосфену, союз располагал силами в десять тысяч гоплитов и тысячу всадников. Для сравнения армия царя Македонии Филиппа II к 358 году до н. э. составляла около 10 тысяч пеших воинов и 600 всадников.
Халкидский союз, как и все древнегреческие военно-политические организации V—IV вв. до н. э., представлял собой объединение греческих полисов вокруг одного полиса — в данном случае Олинфа.
Халкидский союз был образован на волне объединительного движения в Древней Греции в V в до н. э. Халкидика в то время имела множество мелких греческих поселений, граждане которых охотно отказывались от своей самостоятельности в пользу олинфского гражданства. Олинф объединял область на том условии, что одни присоединявшиеся к нему города имели одинаковые с ним законы и гражданские институты, другие сливались с ним в одну общину. В Олинф переселилась значительная часть населения Халкидики, получившая права полного олинфского гражданства. Таким образом, союзом управляли олинфские должностные лица по олинфским законам.
В союзе процветали торговля и ремесла, он располагал хорошими гаванями, корабельным лесом, владел золотыми рудниками Пангеи. Казна союза имела поступления за счёт торговых пошлин. Эксплуатация лесных угодий и рудников также обогащала казну. Олинф имел влияние в союзных халкидских городах. Их внешняя политика находилась в руках союза. Использовалась единая союзная денежная единица. Союз располагал значительными военными силами, способными противостоять македонянам, спартанцам и афинянам.

## История союза

### Образование союза
Халкидский союз сложился в 432 г. до н. э., когда города Халкидики отпали от Афинского морского союза и объединились вокруг Олинфа. Несмотря на взятие Потидеи афинянами, Халкидика осталась враждебной Афинам.
Во время Пелопоннесской войны территория Халкидского союза стала ареной борьбы между Афинами и Спартой. В 422 г. до н. э. Халкидский союз выступил на стороне Спарты, но по условиям Никиевого мира должен был быть распущен, хотя у Афин не было сил претворить это решение в жизнь.
В 418/417 году до н. э. спартанцы и аргивяне заключили союзный договор на 50 лет, который среди прочего предусматривал оказание помощи ряду полисов на Халкидике.

### Экспансия союза
За несколько десятилетий мира союз организационно окреп настолько, что усилил натиск на соседнюю ослабевшую Македонию. В состав союза вошли некоторые города Восточной Македонии, так как македонский царь Аминта III, атакуемый врагами со всех сторон, был вынужден передать часть своей территории Олинфу во временное пользование. Аминта III предпочёл, чтобы эти земли контролировались Олинфом, а не иллирийцами или его соперником Аргеем. Потеряв царство, Аминта был вынужден покинуть Македонию и искать поддержки у дружественных ему фессалийцев.
Впоследствии требование Аминты вернуть ему города олинфяне не только не выполнили, но и продолжили захват территории Македонии. В их руках оказалась даже македонская столица Пелла.

### Война со Спартой
Усиление Халкидского союза на севере Греции было невыгодно Спарте, завоевавшей гегемонию в Греции и проводившей целенаправленную политику ослабления всех её политических образований. Поэтому Спарта охотно приняла послов Аминты, а также городов Аканфа и Аполлонии, не желавших быть присоединёнными к союзу.
В 382 г. до н. э. спартанские войска под командованием Эвдамида начали войну с Олинфом и прогнали олинфян от Потидеи. К присланному под Потидею спартанскому гармосту Телевтию, брату царя Агесилая II, примкнули Аминта с войском, а также царь македонской области Элимии Дерда II. В битве под Олинфом спартанцы потерпели поражение — в сражении погиб сам Телевтий вместе с лучшей частью войска. Однако спартанцы прислали новое войско, которое через 3 года, в 379 г. до н. э., осадой и голодом вынудило Олинф к сдаче. Во время осады под Олинфом умер спартанский царь Агесиполид. В Спарте был заключён договор, по которому Олинф должен был присоединиться к руководимому Спартой союзу, отказаться от власти над городами Халкидики и Македонии и был обязан доставлять Спарте вспомогательные войска. Халкидский союз фактически был распущен.

### Вмешательство Афин
В 375 г. до н. э. на Халкидику прибыл афинский стратег Хабрий. Халкидский союз был воссоздан и присоединился к Афинам. Усилившиеся Афины были заинтересованы снова завладеть этим важным районом, что категорически не устраивало Олинф. В сложную политическую борьбу Афин, Олинфа и халкидских городов были вовлечены фессалийский тиран Ясон Ферский и Македония.
Македонии удалось сохранить свою независимость. Халкидский союз и Македония заключили договор сроком на 50 лет, который был направлен на поддержание целостности Македонии и ограждал её против вмешательства греческих городов. Кроме того, договор, более выгодный для Македонии, укреплял экономическое сотрудничество между Халкидским союзом и Македонией.
Афины, стремившиеся снова подчинить Амфиполь и Халкидику, оказались во враждебных отношениях с союзом. Царь Пердикка III поддержал Амфиполь против афинян. Македонский царь, однако, особых успехов не добился, так как афинский полководец Тимофей, ведя войну против Амфиполя и халкидян, вынудил Пердикку заключить мир и союз с Афинами, а также помогать афинянам в войне. Несмотря на помощь фракийцев, Олинф был ослаблен войной, хотя афинянам под командованием Тимофея и Ификрата и не удалось завоевать Амфиполь, в котором был временно поставлен македонский гарнизон.

### Завоевание Филиппом II
Филипп II стал царём Македонии в 359 году до н. э. Первые годы его царствования прошли в войнах с пеонийцами и иллирийцами на востоке и западе от македонских владений. На этом фоне Филиппу было жизненно необходимо заключить мир с Халкидским союзом, так как в случае войны Македония оказалась бы в кольце врагов. Македонский царь, предположительно, зимой 357/356 года до н. э. заключил союз с Олинфом на условиях, что он захватит для него, контролируемый афинянами полис на Халкидиках, Потидею, а также передаст ему спорные земли Анфемунта.
Договор с Филиппом II предполагал разрыв союза с царём иллирийского племени грабеев Грабом II, а также войну с Афинами, которые управляли Потидеей. Македонский царь в 356 году до н. э. осадил, а затем захватил Потидею, которую согласно договору передал олинфянам.
Филипп II, ставший царём после павшего в битве с иллирийцами Пердикки, успешно отразил натиск врагов на Македонию и сам перешёл в наступление. Интригами и военной силой он начал захватывать соседние земли. Однако Олинф и его федерация всё ещё представляли угрозу Македонии, особенно если бы они поддержали враждебные Филиппу Афины.
Чтобы изолировать Олинф, македонский царь заключил с ним союз, обещая отдать олинфянам Потидею, которую они очень желали включить в состав своего объединения. С помощью дипломатии Филипп склонил олинфян на свою сторону, заключив с ними договор, по которому обе стороны обязались не заключать сепаратный мир с Афинами. Осадив и взяв Потидею, Филипп передал город Олинфу.
Заручившись нейтралитетом Олинфа, Филипп продолжил захват соседних территорий, и вскоре почти все земли вокруг Халкидского союза вошли в состав Македонии. Резко усилившееся могущество Македонии вызвало тревогу в Халкидском союзе. Олинф и другие халкидские города, которые оказались отрезанными от суши владениями македонян, решились нарушить договор с Филиппом и вступить в союз с его врагом — Афинами.
В 352 году до н. э. Олинф от имени Халкидского союза заключил мир с Афинами на тех условиях, что афиняне отказываются от Потидеи, а Олинф признает афинские права на Амфиполь. Заключением мира с Афинами Олинф вышел из соглашения с Македонией. Это дало Филиппу формальное право объявить войну Халкидскому союзу.
Возможно, Филипп, укрепивший Македонию, стал воспринимать Халкидский союз помехой для безопасности своего царства. Официальным предлогом для начала войны стало невыполнение требования Филиппа о выдаче двух единокровных братьев, сыновей Аминты III и Гигеи Арридея и Менелая, потенциальных претендентов на македонский престол, нашедших убежище в Олинфе. Также в городе укрылся Махат — брат первой жены Филиппа Филы. Олинф отказал Филиппу и отправил в Афины просьбу о помощи. Перед Афинами встала дилемма: не вмешиваться в македонские дела, либо помочь Олинфу. Перед афинянами выступил знаменитый оратор Демосфен с тремя Олинфскими речами, получившими название «филиппик». В первой речи он убеждал сограждан, что если не оказать помощь Олинфу, то вскоре Филипп вторгнется в Аттику. На Халкидику было отправлено всего 30 триер и 2 тысячи наёмников. Впоследствии в Олинф было направлено ещё 4 тысячи пельтастов и 150 всадников. Афинскими войсками командовали стратеги Харес и Харидем. Сам Олинф располагал войском, которое включало до 10 тысяч гоплитов и тысячи всадников.
В 349 году до н. э. македонская армия вторглась на Халкидику. Филипп II предполагал захватить один за другим города Халкидского союза, тем самым изолировав Олинф. Сначала он осадил, взял штурмом и разрушил Стагиру. Затем он без сопротивления занял Стратоникею, Аканф, Аполлонию и Аретусу, которые не захотели повторить судьбу разрушенной Стагиры. На фоне наступления войск Филиппа Халкидский союз начал разваливаться и не предоставил помощь Олинфу. В сентябре/октябре олинфяне отправили в Афины послов с просьбой о союзе. Вдохновлённые речами оратора Демосфена афины отправили на Халкидику очередную помощь, которая по факту оказалась символической.
На короткое время Филипп был вынужден покинуть Халкидику в связи с военными действиями в Фессалии. Эта передышка не была должным образом использована для восстановления обороноспособности Олинфа. Помощь от Афин, которые и сами оказались вовлечены в военные действия, была недостаточной и спорадической. Весной 348 г. до н. э. Филипп подступил к самим стенам Олинфа и заявил, что «либо олинфяне не будут жить в Олинфе, либо он сам — в Македонии». Олинфяне снова воззвали к афинянам, и те отправили в Олинф четвёртый отряд, который из-за непогоды не успел добраться вовремя. Филипп добился своего не оружием, а золотом. Он подкупил афинских командиров Эвфикрата и Ласфена, которые сначала способствовали изгнанию из города Аполлонида, одного из самых деятельных противников Филиппа, затем предали македонянам свои отряды конницы общей численностью в 500 всадников, а осенью 348 г. до н. э. открыли македонянам городские ворота.
Македоняне ворвались в Олинф. Город был разграблен и разрушен до основания, его жители — проданы в рабство. Были разрушены также 35 городов, среди которых были Мефона и Аполлония. Халкидский союз прекратил своё существование, а его города вошли в состав Македонии.